# Kručica (Dubrovačko primorje)
Kručica falu Horvátországban, Dubrovnik-Neretva megyében. Közigazgatásilag Dubrovačko primorje községhez tartozik.

## Fekvése
A Dubrovnik városától légvonalban 24, közúton 37 km-re északnyugatra, községközpontjától 3 km-re nyugatra a tengermelléken, a 8-as számú főút mentén fekszik. A település mindössze két utcából, a Lovorna és a Nikola Boždarević utcákból áll. Kikötőjében négy méteres merülési mélységnél kisebb hajók köthetnek ki.

## Története
Az itt található régészeti leletek tanúsága szerint Kručica területe már az ókorban lakott volt. Az itt élt első ismert nép az illírek voltak, akik az i. e. 2. évezredtől fogva éltek itt magaslatokon épített erődített településeken és kövekből rakott halomsírokba temetkeztek. Halomsírjaikból több megtalálható a település határában is. Közben a görögök is létesítettek itt egy kisebb kolóniát, melynek emléke a görög temető. Az illírek i. e. 35-ig uralták a térséget, amikor Octavianus hadai végső győzelmet arattak felettük. A római kor emléke egy római villagazdaság (villa rustica) és egy ciszterna maradványa. A Nyugatrómai Birodalom bukása után 493-tól a keleti gótok uralták a területet. 535-ben Dalmáciával együtt a Bizánci Császárság uralma alá került. A horvátok ősei a 7. században érkeztek Dalmáciába és csakhamar megalapították első településeiket. Ezek elsőként a termékeny mező melletti, ivóvízzel rendelkező helyeken alakultak ki. A Dubrovniki tengermellék hét plébániájával Zahumljéhez tartozott, a zsupán az északnyugatra fekvő Ošljéban székelt egészen az 1241-ben bekövetkezett tatárjárásig. Ezután a zsupán az innen délkeletre fekvő Slanóba települt át és ez a település lett az egész Dubrovniki tengermellék központja. 1399-ben a Dubrovniki tengermellékkel együtt Kručica területe is a Raguzai Köztársaság része lett, amely megvásárolta Ostoja bosnyák királytól. A banići plébániát 1766-ban alapították és Kručicát is ide csatolták.
A Raguzai Köztársaság bukása után 1806-ban Dalmáciával együtt ez a térség is a köztársaságot legyőző franciák uralma alá került, de Napóleon bukása után 1815-ben a berlini kongresszus Dalmáciával együtt a Habsburgoknak ítélte. A településnek 1880-ban 77, 1910-ben 75 lakosa volt. 1918-ban az új szerb-horvát-szlovén állam, majd később Jugoszlávia része lett. Fejlődősére jótékonyan hatott az Adria-parti főút megépítése 1965-ben, mely immár közúton is összekötötte a régebben inkább hajóval megközelíthető nagyobb településekkel Slanóval és Dubrovnikkal. A délszláv háború során 1991. október 1-jén kezdődött a jugoszláv hadsereg (JNA) támadása a Dubrovniki tengermellék ellen. Az elfoglalt települést a szerb erők kifosztották és felégették. A hajókat, bárkákat elsüllyesztették. A település 1992. májusáig lényegében lakatlan volt. A háború után rögtön elkezdődött az újjáépítés. 1996-ban újabb csapásként földrengés okozott súlyos károkat. 1997-ben megalakult Dubrovačko primorje község, melynek Kručice is része lett. Csak 2001-től számítják önálló településnek, addig hivatalosan a közeli Banići része volt. A településnek 2011-ben 34 lakosa volt, akik főként mezőgazdaságból, halászatból és a turizmusból éltek.

## Népesség
| Lakosság változása | Lakosság változása | Lakosság változása | Lakosság változása | Lakosság változása | Lakosság változása | Lakosság változása | Lakosság változása | Lakosság változása | Lakosság változása | Lakosság változása | Lakosság változása | Lakosság változása | Lakosság változása | Lakosság változása | Lakosság változása |
| ------------------ | ------------------ | ------------------ | ------------------ | ------------------ | ------------------ | ------------------ | ------------------ | ------------------ | ------------------ | ------------------ | ------------------ | ------------------ | ------------------ | ------------------ | ------------------ |
| 1857               | 1869               | 1880               | 1890               | 1900               | 1910               | 1921               | 1931               | 1948               | 1953               | 1961               | 1971               | 1981               | 1991               | 2001               | 2011               |
| 0                  | 0                  | 77                 | 65                 | 72                 | 75                 | 75                 | 62                 | 63                 | 59                 | 46                 | 37                 | 107                | 25                 | 34                 | 34                 |

(1857-ben és 1869-ben lakosságát Banićihez számították.)

## Nevezetességei
- A Mindenszentek tiszteletére szentelt temploma a 17. században épült. Mellette található a falu temetője.
- Görög temető, római villa rustica és a régi temető maradványai
- Római ciszterna.